# Ciudad Apodaca
Ciudad Apodaca ist eine Stadt im mexikanischen Bundesstaat Nuevo León, die Teil des Zona Metropolitana de Monterrey ist. Sie liegt im nordöstlichen Teil des Großstadtgebiets und ist der Hauptort des Municipio Apodaca. 2015 hatte die Stadt 535.100 Einwohner und die Gemeinde 597.207 Einwohner. Apodaca ist die viertgrößte Stadt des Bundesstaates (nach Monterrey, Guadalupe und San Nicolás de los Garza), eine der am schnellsten wachsenden Städte in Nuevo León sowie ein wichtiges Industriezentrum.
Die Stadt ist nach Dr. Salvador Apodaca, Bischof der Stadt Linares, benannt, der 1769 in Guadalajara geboren wurde.

## Geschichte
Das Gebiet, in dem sich Apodaca heute befindet, war früher der Standort einer Siedlung namens Estancia Castaño, die später in Hacienda de San Francisco benannt wurde. Der Name Apodaca wurde vom Staatskongress zu Ehren von Dr. Salvador de Apodaca y Loreto, Bischof von Linares, einer Person, die im Bundesstaat Nuevo León bedeutende philanthropische Arbeit geleistet hat, vergeben.
Am 31. März 1851 erhält Apodaca während der Regierung von Agapito García Dávila den Titel einer Villa (Kleinstadt). Mehr als hundert Jahre später, am 26. März 1982, wurde sie durch ein vom damaligen Gouverneur Alfonso Martínez Domínguez unterzeichnetes Dekret in die Kategorie der Stadt erhoben.
In den 1960er Jahren wurde Apodaca in die Metropolregion Monterrey eingegliedert. Durch diesen Standortvorteil konnte sie zu einer Großstadt heranwachsen.

## Bevölkerungsentwicklung
Dank ihrer Lage in der wirtschaftsstarken Metropolregion von Monterrey verzeichnet die Stadt ein rasches Bevölkerungswachstum.
| Jahr | Einwohnerzahl |
| ---- | ------------- |
| 1990 | 103.364       |
| 1995 | 212.118       |
| 2000 | 270.369       |
| 2005 | 393.195       |
| 2010 | 467.157       |
| 2015 | 535.100       |

## Wirtschaft
Die Gemeinde Apodaca ist eines der wichtigsten Industriezentren des Bundesstaates Nuevo León und verfügt über eine im landesweiten Vergleich hohes Entwicklungsniveau. Die Wirtschaft Apodacas gründet sich im Wesentlichen auf Industrie und Dienstleistungen.
US-amerikanische Unternehmen wie Whirlpool, General Electric, Polaris Industries, Callaway Golf, Parker-Hannifin, Visteon und viele andere haben Produktionsstätten in Apodaca. Asiatische Unternehmen wie Denso, LG oder Lenovo und europäische Unternehmen wie Danfoss haben hier ebenfalls Werke.

## Infrastruktur
Zwei Flughäfen, der internationale Flughafen General Mariano Escobedo (IATA: MTY) und der internationale Flughafen Del Norte (IATA: NTR), befinden sich in Apodaca.
Die beiden Fluggesellschaften VivaAerobus und Grupo Aeroportuario Centro Norte haben ihren Firmensitz auf dem Gelände des Flughafens Escobedo.